# Fersk eng
En Fersk eng er en naturtype der ligger på lavt liggende arealer, ofte  ved vandløb, søer eller moser. Den  er under påvirkning af græsning, slåning eller oversvømmelser hvilket gør  at vegetationen er domineret af lavtvoksende og lyskrævende planter.

## Enge
Nutidens  enge og fugtige områder i landskabet omfatter kun en lille del af de områder, der tidligere, da  grundvandsspejlet mange steder var højere, var enge. Engene opstod, fordi man har udnyttet moser til græsning og/eller høslæt, hvilket tidligere spillede en vigtig rolle i landbrugets foderproduktion til husdyrene. Nu er den  traditionelle udnyttelse af engene mange steder ophørt. 
Plantelivet på en fersk eng med græssende dyr omfatter  mange arter af  græsser og urter, der tåler græsning og slåning.  Man kan finde op mod 50 forskellige arter af planter pr. m² på en eng drevet uden gødskning.  Der findes en del sjældne planter på de ferske enge, idet næsten 25 % af alle rødlistede planter vokser på enge eller i moser, blandt andet  Maj-Gøgeurt, Purpur-Gøgeurt og engblomme. 

## §3-naturtype
Permanente ferske enge, der har et samlet areal på 2.500 m² eller mere, er en  §3-naturtype, der er beskyttet efter naturbeskyttelseslovens §3, men hvis de omlægges mere  end hvert 7.-10. år, er de ikke omfattet af beskyttelsen. I 2016 var der 108.064 hektar § 3-beskyttet strandeng i Danmark, hvoraf 15% ligger i et Natura 2000-område.